# Решетников, Леонид Васильевич
Леони́д Васи́льевич Реше́тников (17 июня 1920, Мари-Ноледур, Вятская губерния — 11 февраля 1990, Новосибирск) — русский советский поэт, журналист, корреспондент, автор книг воспоминаний, публицист. Лауреат государственной премии РСФСР имени М. Горького (1979). Почётный гражданин Уржума. 

## Биография
Родился 17 июня 1920 года в деревне Мари-Ноледур (ныне Мари-Турекский район Республики Марий Эл) в крестьянской семье. Окончил 7 классов и педагогическое училище в Уржуме (1937). Позже сам поэт с теплом вспоминал свои детские годы, связанные с Марийским краем:
«Как бы то ни было, мои первые шаги по земле, мои первые рассветы и закаты, мои первые впечатления от встреч с родной природой и людьми, те самые впечатления, которые по праву считаются ярчайшими в жизни человека и незабываемыми им до последнего часа жизни и многое определяющими на его жизненном пути, — прямо связаны с Мари-Ноледуром, где я родился и провел детские годы, с Мари-Туреком, где не однажды бывал в те годы с родителями на еженедельных базарах, с Письминерью, где покоится прах моего деда и моей бабки, с Косолапово, где некогда учился и учительствовал мой двоюродный брат, с Сернуром, где долгие годы заведовал поликлиникой другой двоюродный брат, известнейший в округе в тридцатые и сороковые годы хирург, с Параньгой, где я провел мальчишкою целую зиму в семье татарина, ставшего впоследствии другом моего отца, с Морками, где жила и работала моя двоюродная сестра, с селом Петровским Моркинского района, где я два года учился в начальной школе».
Работал в районной газете «Кировская искра».
В 1939 году призван в РККА, служил на Дальнем Востоке. Участник Великой Отечественной войны. Дважды был ранен. Член ВКП(б) с 1943 года. 
В 1951 году окончил редакторский факультет ВПА имени В. И. Ленина.
Десять лет был корреспондентом газеты «Красная звезда», после демобилизации работал журналистом в различных издательствах.
Писать начал в 1937 году. В 1942 году в журнале «Знамя» был напечатан первый цикл его стихов о войне.
Первая книга «Походные костры» вышла в 1958 год, затем вышли книги «Шла рота с песней» (1959), «Сирень и порох» (1960), «На дальних рубежах» (1963); рассказов и очерков — «Меридианы мужества» (1965), «Голубые пристани» (1966). За сборник «Благодарение» была присуждена Государственная премия.
Умер 11 февраля 1990 года в Новосибирске.

## Творчество
Сборники стихов
- «Походные костры» (1939—1945)
- «Шла рота с песней» (1946—1952)
- «Сирень и порох» (1953—1956)
- «Земное притяжение» (1957—1962)
- «На дальних рубежах» (1963—1964)
- «Голубые пристани» (1965—1966)
- «Поющий айсберг» (1966—1967)
- «Белый свет» (1967—1968)
- «Возвращение» (1968—1969)
- «Поле боя» (1969—1970)
- «Отчий дом» (1970—1972)
- «Середина лета» (1971—1973)
- «Благодарение» (1973—1974)
- «Осенний звездопад» (1974—1975)
- «Поле жатвы» (1975—1976)
- «Поверка» (1976—1977)
- «Возраст» (1977—1978)
- «Мой век» (1978—1979)

Сборники воспоминаний о А. Т. Твардовском, А. А. Суркове, М. К. Луконине, С. С. Наровчатове, В. Д. Фёдорове. «Заметки о поэзии» о творчестве А. С. Пушкина, М. Ю. Лермонтова, А. А. Блока.

## Награды
- орден Октябрьской революции (16.06.1980[4])
- орден Трудового Красного Знамени (1970)
- орден Отечественной войны I степени (6.4.1985)[5]
- орден Отечественной войны II степени (16.5.1944; был представлен к ордену Красной Звезды)[6]
- орден Красной Звезды
- орден «Знак Почёта»
- медаль «За боевые заслуги» (31.7.1943)[7]

## Премии
- Государственная премия РСФСР имени М. Горького (1979) — за книгу стихов «Благодарение»

## Звания
- Почётный гражданин Уржума